# San Rocco (Caltanissetta)
Il quartiere di San Rocco o comunemente Canalicchio a Caltanissetta è uno degli antichi quartieri storici della città. Come nascita esso è il più recente dei quartieri antichi. Posto ad occidente della città esso si sviluppò a partire dal XVI secolo.
Prende il nome da una chiesa dedicata al santo, chiesa distrutta intorno al 1550.
Esso ha una forma vagamente rettangolare, è delimitato, infatti, per un lato da tutto il Corso Umberto I, dalla Piazza Garibaldi fino alla Chiesa di Santa Lucia. 
Dal lato opposto con al vertice il Palazzo Giordano è delimitato da Corso Vittorio Emanuele II che si continua fino in Viale Conte Testasecca fino all'angolo con Via Maddalena Calafato; che si continua a sua volta, chiudendo il quadrilatero, fino a Piazza Capuana angolo Corso Umberto I.
Esso ha una superficie complessiva di 74 954 m2, con 1682 residenti al 2010.
Il quartiere è attraversato lungo l'asse maggiore da tre strade: Via Consultore Benintente già via dell'Aquila Nera, da Via Terranova e da Via Berengario Gaetani. All'interno del quartiere in Via Consultore Benintendi, da tempo immemorabile, si tiene lo storico e famoso mercato della strada foglia.
L'unica chiesa del quartiere aperta al culto attualmente è la chiesa di Santa Lucia sul margine nord del quartiere, vicina fino a 1830 ad una delle quattro porte di Caltanissetta.

## Monumenti
- Palazzo Benintendi
- Palazzo Cosentino prima casa Natale, si affaccia in Via Consultore Benintendi, l'antica via dell'Aquila Nera.[6]
- Palazzo Giordano
- Palazzo Calefati di Canalotti

## Galleria d'immagini

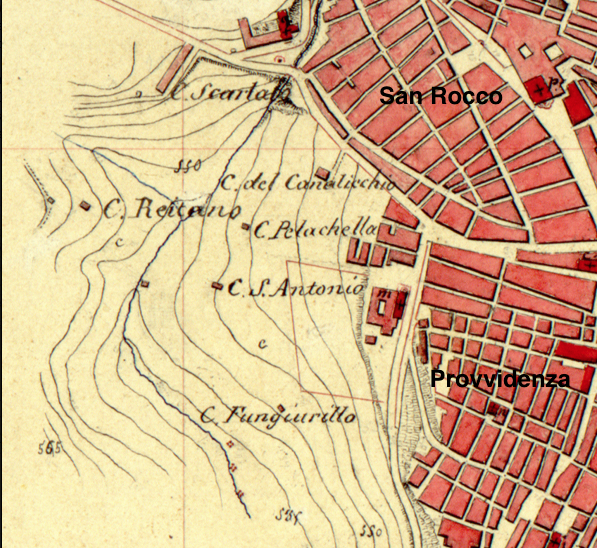
Dettaglio del catastale del 1864 dei margine occidentale della città antica con i quartieri Zincàri o Provvidenza e San Rocco
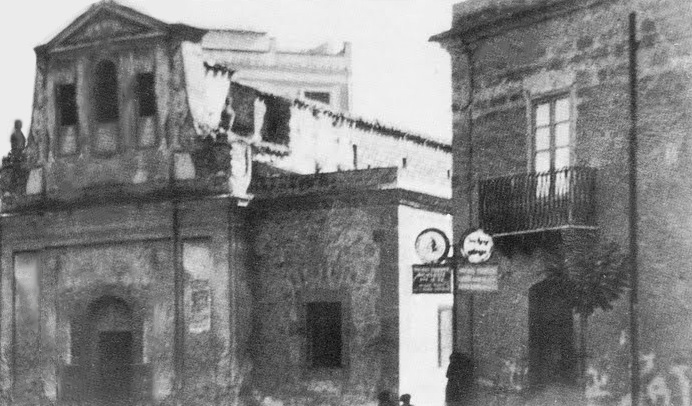
Santa Lucia esterno prima del 1943
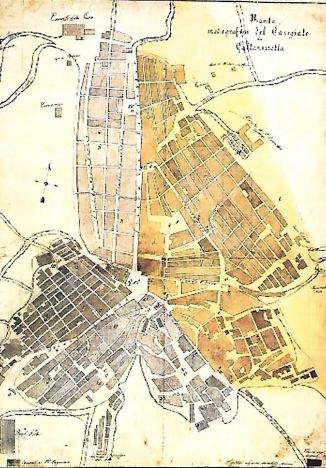
Antica mappa borbonica di Caltanissetta degli inizi 800
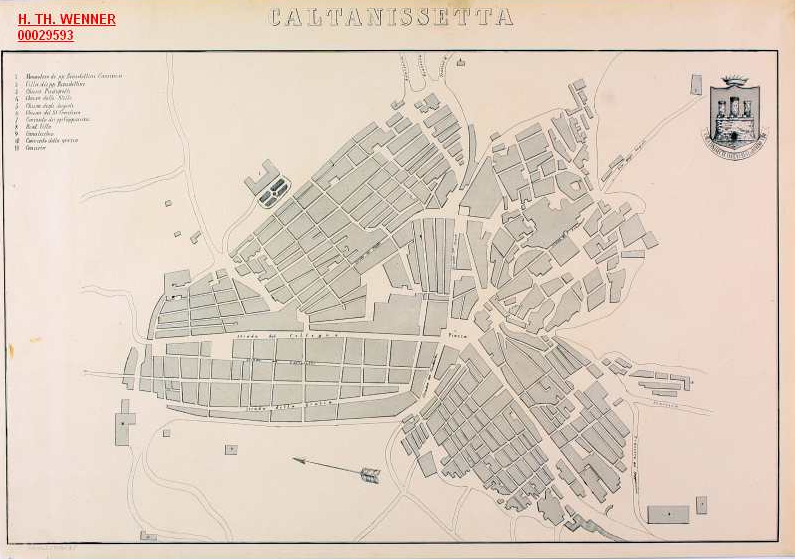
Antica mappa borbonica di Caltanissetta ante unità d'Italia
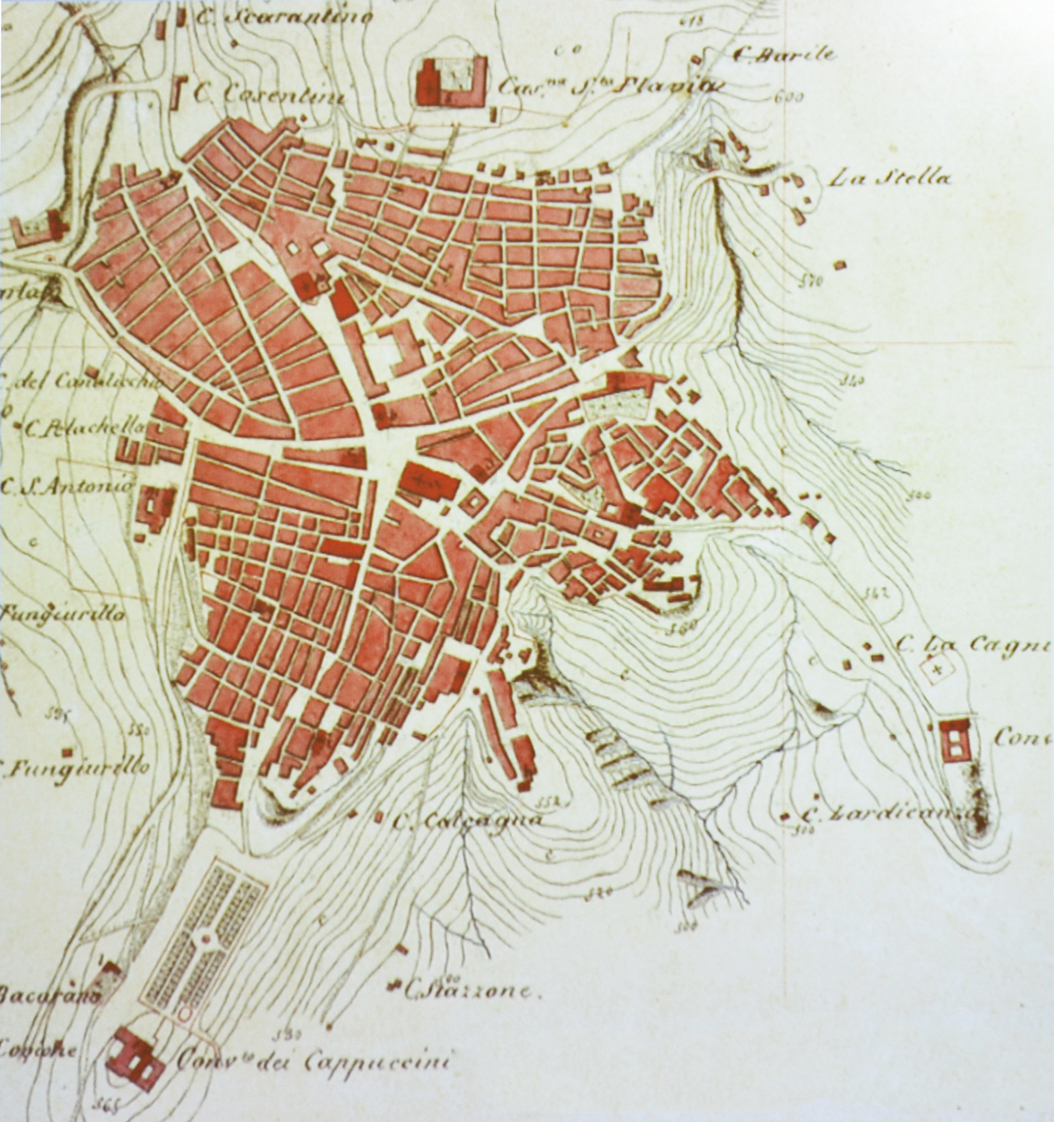
Antica mappa di Caltanissetta inizi 1864
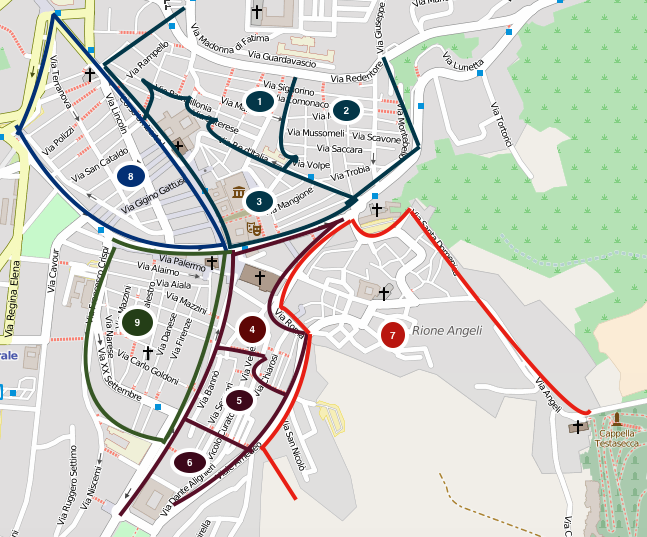
Quartieri e rioni di oggi a CL